# Ciruluk
Ciruluk is een dorp (desa) in het regentschap Subang van de provincie West-Java, Indonesië. Ciruluk telt 4279 inwoners (volkstelling 2010).